# Пестовы (Киров)
 Пестовы — деревня в Кировской области. Входит в состав муниципального образования «Город Киров»

## География
Расположена на расстоянии примерно 11 км по прямой на запад-северо-запад от железнодорожного вокзала станции Киров.

## История
Известна с 1671 года как починок  Федки Хвостанцева с 2 дворами, в 1764 (уже деревня) 42 жителя, в 1802 7 дворов. В 1873 году здесь (деревня Федора Хвостанцева или Пестовы, Харламовка) дворов 11 и жителей 145, в 1905 (Федора Хвостанцева или Пестовы) 36 и 230, в 1926 (хутор Пестовы или Федора Хвостанцева) 40 и 196, в 1950 (Пестовы) 32 и 112, в 1989 46 жителей. Настоящее название и статус утвердились с 1939 года. Административно подчиняется Октябрьскому району города Киров.

## Население
Постоянное население составляло 38 человек (русские 58%, цыгане 39%) в 2002 году, 59 в 2010.